# ゴースト&ダークネス
『ゴースト&ダークネス』（原題：The Ghost and the Darkness）は、1997年制作のアメリカ映画。スティーヴン・ホプキンス監督。マイケル・ダグラス（兼・製作総指揮）、ヴァル・キルマー出演。
19世紀末のイギリス領東アフリカ（現・ケニア）で140人を殺害したといわれる2頭の人食いライオン（ツァボの人食いライオン）をモチーフにした動物パニック・アクション映画である。
ウィリアム・ゴールドマンは東アフリカを旅行中にこの事件のことを知り、これが本作の脚本を執筆するきっかけとなった。

## あらすじ
1898年、イギリス領東アフリカ（現・ケニア）。イギリス政府は東アフリカの支配強化のため、ウガンダ鉄道の建設を急ピッチで進めていた。橋梁技術者のパターソン大佐はその最終段階となるツァボ川に架ける鉄橋の建設工事主任に任命され、妊娠中の妻を本国に残して現地に赴任した。着任したパターソンは助手のアンガス、サミュエルと協力して工事に当たるが、そこで人食いライオンが出没するという話を聞き、彼はアンガスと共に罠を仕掛け、誘い込まれたライオンを射殺する。工事に従事するインド人や現地人はパターソンを英雄として称え、工事を再開する。
7週間後、順調に進んでいた工事は再び現れた2頭の人食いライオンによって中止に追い込まれた。2頭は現地人が「シャイタニ（夜の悪魔）」と呼んで恐れる「ゴースト（幽霊）」と「ダークネス（暗黒）」と呼ばれており、アンガスを含む数十人が殺された。パターソンは再び罠を仕掛けて仕留めようとするが、2頭は罠にはかかったものの逃げられてしまい、彼は「災いを招き寄せた」として作業員たちから恨まれるようになる。
現地を視察したイギリス政府のボーモン卿はパターソンの失策を罵り、腕利きのハンターであるレミントンを雇い入れる。レミントンはマサイ族の戦士を引き連れ、パターソンと共にライオンを狩るため森に入る。レミントンはライオンを追い込むが、パターソンの銃が不発だったため取り逃がしてしまう。レミントンとパターソンは体勢を立て直すため工事現場に戻り、患者を移動させて無人となった病院にライオンを誘い込む作戦を立案する。しかし、病院にライオンは現れずに移転した新病院に現れ、院長のホーソンたちを惨殺して去っていく。
翌朝、インド人作業員を束ねるアブドゥーラは仲間を引き連れ列車に乗り込み工事現場から立ち去ってしまう。残されたパターソン、レミントン、サミュエルはライオンを仕留めるために再び罠を仕掛け、パターソンが囮となり待ち構える。その夜、ダークネスが現れてパターソンを襲うが、レミントンによって射殺される。3人は祝杯を挙げるが、その後ゴーストに単身挑んだレミントンは翌朝遺体となって発見される。
パターソンは復讐を誓い狩りに向かうが、建設中の橋でゴーストに襲われ銃を川に落としてしまう。パターソンは木の上に逃げるが、ゴーストも彼を狙って木を登ってくる。サミュエルは隣の木に登りパターソンに銃を投げ渡すが、枝に遮られて地面に落ちてしまう。パターソンは木から飛び降りて銃を拾い、間一髪でゴーストを射殺する。2頭が死んだことを知ったアブドゥーラたちは工事現場に戻り、鉄橋は無事に完成する。

## キャスト
※括弧内は日本語吹替
- チャールズ・レミントン - マイケル・ダグラス（小川真司）

アメリカ出身の腕利きハンター。南北戦争で家族や土地を失ってから世界各地を転々としており、アフリカの地にも馴染みがある。軍の動員を渋るボーモンに代わりとして雇われ、マサイ族を連れてライオン狩りに挑む。最終的にダークネスを仕留めることに成功するが、ゴーストに襲われ惨殺されてしまう。
- ジョン・ヘンリー・パターソン（英語版） - ヴァル・キルマー（磯部勉）

イギリス陸軍大佐で橋梁技術者。アイルランド出身。インドなどで橋梁建設に成功させた実績を買われてアフリカでも鉄橋建設工事の主任に任命されるが、人食いライオンの出現で工事が滞ったため、ハンターでもある自らの経験を活かして退治に乗り出す。インドの工事でもトラを退治している。
- デヴィッド・ホーソン - バーナード・ヒル（納谷六朗）

建設現場の病院の院長。真面目だが冗談を挟むこともある。新設した病院がライオンに襲われた際にサミュエルの制止を振り切り救援に向かうが、返り討ちにされる。
- ロバート・ボーモン卿 - トム・ウィルキンソン（宝亀克寿）

ウガンダ鉄道計画を推進するイギリス政府の有力者で、パターソンとレミントンの雇い主。建設作業員の生命より大英帝国の威信と自身の権威を優先し、高圧的な態度でパターソンに工事の進行を要求する。
- アンガス・スターリング - ブライアン・マッカーディ（英語版）（長島雄一）

パターソンの白人助手。現地でキリスト教の布教活動も行っている。狩猟の経験はないながらも果敢にライオンに立ち向かうが、不意打ちで喉を裂かれて死亡する。
- サミュエル - ジョン・カニ（英語版）（佐々木梅治）

パターソンに協力的な現地人助手・現場監督。レミントンとも顔馴染み。本作の語り手も務めている。ライオンが「怖い」と公言したにもかかわらず、最後まで怖気づくことなくパターソンを援護するなど胆力のある人物。
- ヘレナ・パターソン - エミリー・モーティマー（深見梨加）

パターソンの妊娠中の妻。出産までに帰国する約束をパターソンと交わすが、工事の遅れによって果たせなかったため、ライオン退治が終わった頃に生まれた息子を連れてアフリカまでパターソンに会いに来る。
- アブドゥーラ - オム・プリ（稲葉実）

インド人作業員（クーリー）のリーダー。大勢の作業員がライオンの犠牲になる状況に恐れをなし、仲間のほとんどを連れて工事現場から逃げ出す。実在のパターソンの自伝「The Man-eaters of Tsavo」に名前のみ同じ人物が登場する。
- マヒナ - ヘンリー・セレ（英語版）（仲野裕）

現地人現場監督の一人。ライオンと闘って素手で倒したことがあると豪語する力自慢だが、夜テントで寝ている間にライオンに襲われて死亡する。実在のパターソンの自伝に名前のみ同じ人物が登場する。
- ナイジェル・ブランズフォード - レックス・ファーンズ（荒川太朗）

ライオン退治が終わった後にアンガスの後任として赴任したパターソンの助手。

## スタッフ
- 監督：スティーヴン・ホプキンス
- 製作：ゲイル・アン・ハード、A・キットマン・ホー、ポール・ラディン
- 脚本：ウィリアム・ゴールドマン
- 製作総指揮：マイケル・ダグラス、スティーヴン・ルーサー
- 撮影：ヴィルモス・スィグモンド
- 音楽：ジェリー・ゴールドスミス
- アニマトロニクス：スタン・ウィンストン

## 備考

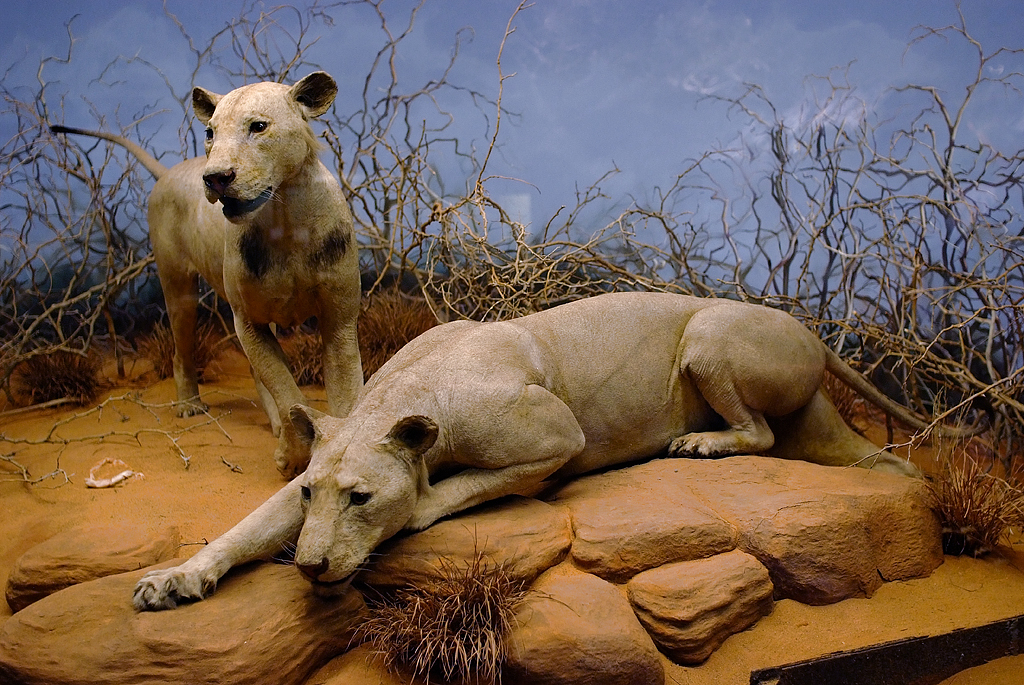
シカゴ・フィールド自然史博物館に展示されているツァボの人食いライオンの剥製

- 映画に登場するライオンは2頭とも鬣がふさふさしているが、実際の事件のライオンは鬣が後頭部に少ししか生えていなかった[4]。
- マイケル・ダグラス扮するレミントンは架空の人物だが、ヴァル・キルマー扮するパターソンは実在の人物であり、2頭とも彼が仕留めたものである[5]。
- 第69回アカデミー音響編集賞を受賞（ブルース・スタンブラー）。また、ヴァル・キルマーが第17回ゴールデンラズベリー賞最低助演男優賞にノミネートされた。